# Canoo MPDV
Canoo MPDV – elektryczny samochód dostawczy klasy wyższej wyprodukowany pod amerykańską marką Canoo w 2020 roku.

## Historia i opis modelu
W grudniu 2020 roku amerykański startup Canoo przedstawił drugi, po zaprezentowanym przed rokiem Minivanie, model elektrycznego samochodu. Tym razem przyjął on postać dużego pojazdu dostawczego, czerpiąc swoją nazwę MPDV od anglojęzycznego rozwinięcia jego wszechstronnego przeznaczenia, Multi-Purpose Delivery Vehicle. Pod kątem wizualnym samochód rozwinął język stylistyczny Canoo, wyróżniając się futurystycznym, jednobryłowym nadwoziem z pionowymi pasami oświetlenia LED oraz dużą, czołową szybą oraz pionowo ściętym pasem przednim. 
Pojazd skonstruowano jako odpowiedź na podobnej koncepcji konstrukcje zarówno konkurencyjnych startupów, jak i dużych koncernów inwestujących w rozwój elektrycznych samochodów dostawczych. Na ich tle Canoo MPDV ma charakteryzować się według deklaracji producenta o 30% większą pojemnością przedziału transportowego, a także oszczędnie dysponującym energią układem napędowym.
Wzorem konstrukcji Forda czy Mercedesa i w przeciwieństwie do modeli m.in. Riviana, dostęp do przedziału transportowego Canoo MPDV uzyskać można nie poprzez przesuwaną kurtynę, lecz klasyczną, dwuskrzydłową klapą. Producent wstępnie planuje oferowanie MPDV w dwóch wariantach wielkości nadwozia, co przełoży się na różne możliwości ładunkowe w zależności od preferencji nabywcy.
Canoo MPDV jest samochodem jednoosobowym - zarówno obok miejsca kierowcy, jak i przed nim wygospodarowano pustą przestrzeń, realizując minimalistyczną koncepcję aranżacji kabiny pasażerskiej, zapewniając zarazem płynne przejście między szoferką a przedziałem transportowym.

### Sprzedaż
Pierwsze egzemplarze Canoo MPDV miały zostać zbudowane w 2022 roku, z kolei seryjna produkcja razem z modelami Minivan i Pickup miała rozpocząć się w 2023 roku w zakładach produkcyjnych w Pyor Creek w amerykańskim stanie Oklahoma. Planów tych nie udało się zrealizować, a pojazd nie trafił do seryjnej produkcji z racji obrania za priorytet mniejszych konstrukcji.

### Dane techniczne
Canoo MPDV jest samochodem w pełni elektrycznym, którego układ napędowy tworzy silnik o mocy 200 KM i 320 Nm maksymalnego momentu obrotowego. Dzięki bateriom w trzech wariantach pojemności 40, 60 i 80 kWh pojazd może przejechać na jednym ładowaniu odpowiednio 274, 402 lub 483 kilometry według normy pomiarowej WLTP.